# Krzyżopol
Krzyżopol (ukr. Крижо́піль, Kryżopil) – osiedle typu miejskiego w rejonie tulczyńskim, w obwodzie winnickim na Ukrainie. Ludność liczy około 8300 osób.

## Historia
Miejscowość powstała w 1866 przy stacji kolejowej Kryżopol. Stacja i miejscowość nazwę wzięły od pobliskiej wsi Krzyżopol.
W XIX i w początkach XX w. Krzyżopol położony był w Rosji, w guberni podolskiej, w powiecie olhopolskim. Po I wojnie światowej w granicach Związku Sowieckiego. Status osiedla typu miejskiego od 1938. Od 1991 na niepodległej Ukrainie.
Do 2020 siedziba władz rejonu krzyżopolskiego.
W miejscowości tej urodził się Władysław Jaxa-Rożen – polski inżynier rolnik, generał brygady Wojska Polskiego, uczestnik walk o niepodległość Polski w I wojnie światowej oraz wojnie polsko-ukraińskiej i polsko-bolszewickiej.